# Michael Masberg
Michael Masberg (* 4. Januar 1982 in Datteln) ist ein deutscher Regisseur, Autor und Redakteur.

## Leben
Michael Masberg wuchs in Waltrop auf und studierte Theaterwissenschaft und Germanistik an der Ruhr-Universität Bochum. Von 2005 bis 2009 arbeitete er als fest angestellter Regieassistent und Regisseur am Theater Oberhausen. 2007 und 2008 wurden seinen Inszenierungen von Lutz Hübners Das Herz eines Boxers (für die Regie) und von David Harrowers Messer in Hennen mit dem Oberhausener Nachwuchspreis ausgezeichnet. Seit 2009 arbeitet er als freier Regisseur, Autor und Kurator. 2010 gründete er gemeinsam mit der Bühnenbildnerin Stefanie Dellmann und der Medienkünstlerin Miriam Sadowski das Theaterlabel epikur hotel als Labor für experimentelle Bühnenkunst, das mit seinen Produktionen unter anderen 2011 beim Fusion Festival aufgetreten ist.
Von 2005 bis 2017 war er als Autor für das Pen-&-Paper-Rollenspiel Das Schwarze Auge tätig und an zahlreichen Veröffentlichungen innerhalb der Spielewelt beteiligt. Seit 2019 schreibt er verstärkt für andere deutsche Rollenspiel-Verlage, darunter Pegasus Spiele, der Uhrwerk Verlag und der System Matters Verlag. Seit Mai 2024 ist er Chefredakteur der sechsten Edition von Midgard, dem ältesten deutschen Fantasy-Rollenspiel.
Von 2013 bis 2017 leitete er als Kurator und Conférencier das interdisziplinäre Ausstellungsformat Beat Salon in Essen und Umgebung. Bis 2019 leitete er in gleicher Funktion die Ausstellungsreihe Kaleidoskop.
Bis 2020 arbeitete er freischaffend für den Studiengang Musical der Folkwang Universität der Künste. Daneben ist er als Associate Creative Director für die Berliner Agentur Battle Royal Studios tätig. In Zusammenarbeit mit Battle Royal Studios war er an preisgekrönten Produktionen wie u. a. den Eröffnungszeremonien der Kulturhauptstädte Europas Esch2022 sowie Aarhus 2017 und der Jubiläumsshow zum 125-jährigen Bestehen der Verlagsgesellschaft Madsack beteiligt.
Als Autor veröffentlicht er neben Rollenspielen Romane und Kurzgeschichten unter seinem eigenen Namen. Unter dem Pseudonym Sam Greb erscheinen die Geschichten aus der Fieberwelt.
Michael Masberg lebt in Essen.

## Inszenierungen (Auswahl)
- 2007: Das Herz eines Boxers von Lutz Hübner
- 2008: Messer in Hennen von David Harrower
- 2010: Sauerstoff von Iwan Wyrypajew
- 2011: Theatermacher nach Thomas Bernhard
- 2011: Good to know if I ever need attention all I have to do is die, Ringlokschuppen Ruhr
- 2012: NeoCortex
- 2017: Ein Mann geht durch die Wand, Co-Regie nach der Inszenierung von Gil Mehmert, Konzertdirektion Landgraf
- 2017: Reigen der Clochards, Maschinenhaus Essen
- 2017: Wellenreiter, TUI Cruises
- 2017: Jahrmarkt der Maschinen, Maschinenhaus Essen
- 2019: 100 Jahre Arbeiterwohlfahrt, Festakt
- 2022: Esch2022 REMIX Opening, Eröffnung der Europäischen Kulturhauptstadt,  Associate Creative Director & Line Director
- 2022: Paraplyhuset – House of Wonder, Hans-Christian-Andersen-Festival, Odense,  Show Director & Script

## Publikationen (Auswahl)

### Rollenspiel (Das Schwarze Auge)
- 2007: Goldene Flügel, ISBN 978-3-940424-05-1 (Abenteuer-Autor)
- 2008: Wetterleuchten, ISBN 978-3-940424-57-0 (Redaktion und Abenteuer-Autor)
- 2009: Bardensang und Gaukelspiel, (Redaktion)
- 2010: Der Lilienthron, ISBN 978-3-86889-069-3  (Abenteuer-Autor)
- 2010: Der Mondenkaiser, ISBN 978-3-86889-039-6 (Co-Autor)
- 2011: Schattenlande, ISBN 978-3-86889-123-2 (Co-Autor)
- 2012: Bahamuths Ruf, ISBN 978-3-86889-198-0 (Abenteuer-Autor)

### Rollenspiel (andere)
- 2024: Mausritter: Der Schrebergarten (Redaktion und Mitarbeit)
- 2024: Das Gefängnis der Wurmkönigin
- 2024: Schabernaxx
- 2023: Mausritter: Das Anwesen (Redaktion und Übersetzung)
- 2023: Electric Bastionland (Übersetzung)
- 2022: Mausritter (Redaktion und Übersetzung)

### Romane
Michael Masberg hat unter anderem folgende Romane zur Fantasywelt Aventurien, die Spielewelt des Schwarzen Auges, veröffentlicht:
- 2009: Der Kreis der Sechs, ISBN 978-3-89064-169-0 (Roman)
- 2013: Der Nabel der Welten, ISBN 978-3-89064-159-1 (Roman)
- 2015: Sternenleere, ISBN 978-3-95752-117-0 (Kurzgeschichtensammlung)
- 2016: Salon der Schatten, ISBN 978-3-95752-322-8 (Roman)

Außerhalb der Spielewelt des Schwarzen Auges sind unter anderem folgende Publikationen erschienen:
- 2017: 8 Seelen, ISBN 978-3-7450-6301-1 (Kurzgeschichtensammlung)
- 2019: Die ewig Lächelnde, Verlag Feder & Schwert, ISBN 978-3-86762-391-9 (Roman)
- 2019: Gedanken für die Vergessenen, ISBN 978-3-7504-1839-4 (Kurzgeschichtensammlung)

Unter dem Pseudonym Sam Greb sind folgende Bücher erschienen:
- 2020: Nadeln aus Ruß, ISBN 978-3-7504-9649-1
- 2020: Der Versehrte des Exzesses, ISBN 978-3-7526-4597-2
- 2021: Das Leiden der Statuen im Winter, ISBN 978-3-7534-2509-2